# Chomouty
Chomouty (německy Kommt) je název rekreační osady, dříve obce nedaleko Sloupu v Čechách, v okrese Česká Lípa. Vesnička se nachází na katastrálním území jižně ležící vesnice Bukovany, administrativně patří pod Nový Bor. Od Sloupu je 1 km na jih. První zmínka o původní obci pochází z roku 1454.

## Počátky sklářského obchodu

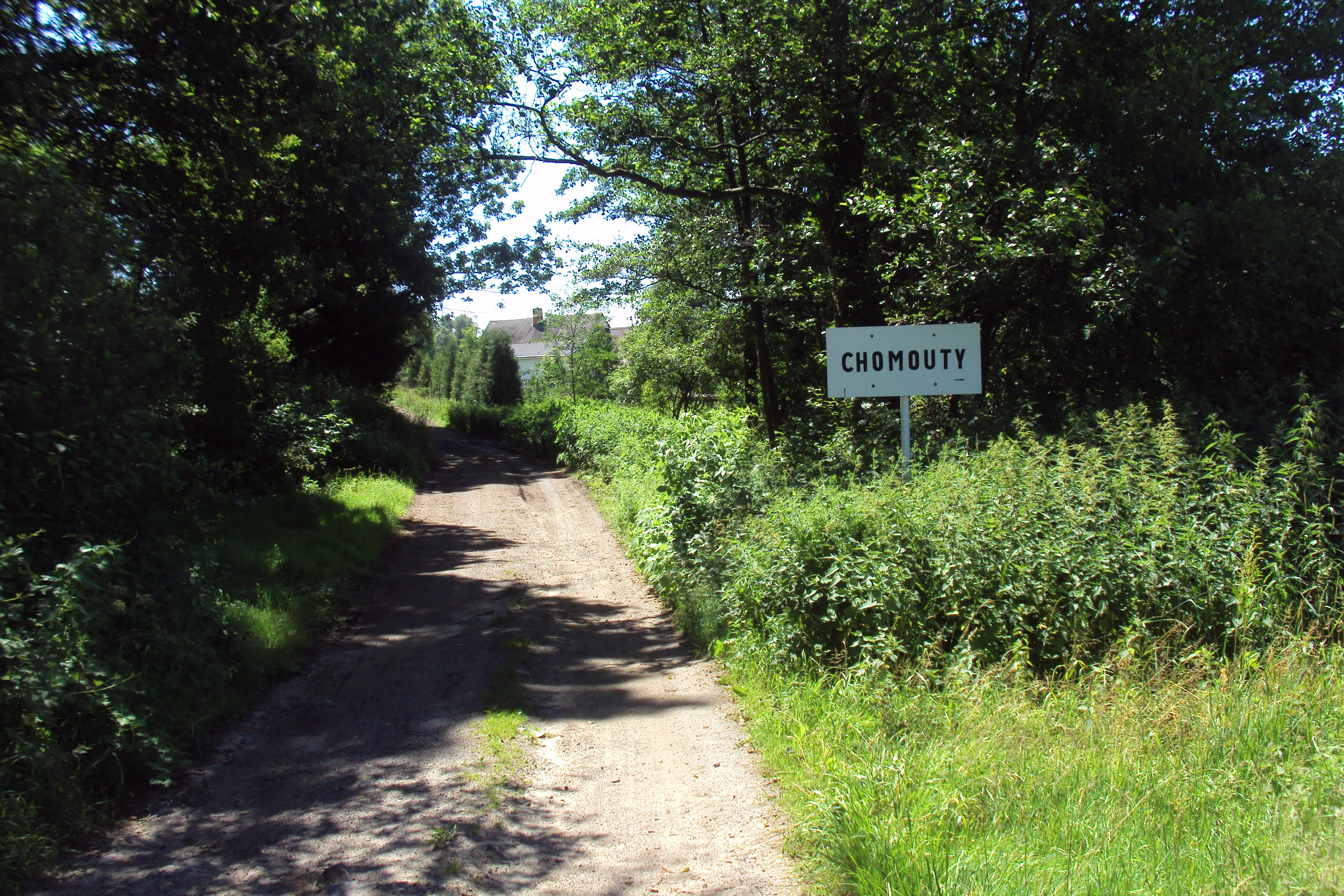
Obec Chomouty na modré trase

### Společníci Gerthner, Ostritz, Hansel
Významným rodem v Chomoutech byli od roku 1729 Ostritzové, kterým patřila nejstarší usedlost ve vsi čp. 1, nazývaná „Komtschänke” a kteří přišli ze Slezska. Součástí statku byla i vlastní palírna alkoholu a hojně navštěvovaný zájezdní hostinec nedaleko staré zemské cesty z Prahy do Rumburku. V této usedlosti sídlila dlouhá léta také rychta. Posledním majitelem statku se stal Josef Beckel ze Sloupu († 1976 Bavorsko), který se oženil s Elisabeth Ostritz a statek vyženil.
Zakladatelem sklářské společnosti (1754–1772 „Gerthner Ostritz & spol.”) se stal řezník a rychtář Wenzel Ostritz, který se oženil s Annou Dorotheou Preissler, dcerou sklářského obchodníka Eliase Preisslera z Polevska (Blottendorf). Ve sklářském řemesle pokračoval i syn Johann Gottfried Ostritz (* 1725). V červnu 1736 zemřela manželka a matka Anna Dorothea a Wenzel Ostritz se po dvou letech znovu oženil. Druhou chotí se stala Anna Rosina, dcera rychtáře z Okrouhlé (Schaiba) jménem Wenzel Grossmann. W. Ostritz zemřel 14. června 1764 a v roce 1775 ho následoval i jeho syn. Oba byli pochováni ve Sloupu.
Dcera W. Ostritze z prvního manželství se provdala za sedláka Johanna Georga Hansela z Radvance (Rodowitz), skrze niž se stal členem společnosti. Vdova po synovi Johannu Gottfriedovi se po šesti letech provdala za mládka na vrchnostenském pivovaru Johanna Christopha Grulicha, který u společnosti působil až do roku 1790. Rod Gerthnerů pocházel z Radvance (Rodowitz) (1642 Christoph, 1656 Georg, 1682 Hans, 1689 Joseph), tak jako i první rodový společník firmy Christoph Gerthner (* 1692). Jeho syn Ludwig Gerthner (křtěný 26. října 1724) se roku 1758 psal již jako majitel usedlosti ve Sloupu (Bürgstein). Jeho chotí se stala Katharina, dcera Hanse Georga Grossmanna ze Sloupu. Ludwig Gerthner společnosti předsedal po smrti W. Ostritze a syna J. G. Ostritze, jeho syn Ludwig Gerthner jun. spol. vedl od roku 1799. Pravděpodobně přes rodinnou příbuznost se stal společníkem i Johann Antoni Grossmann ze Skalice (Langenau) (1773–1777 „Gerthner Grossmann & spol.”).
V roce 1757 do společnosti přistoupil Athanasius Palme z Prysku (Preschkau), který před tím působil jako pomocný dělník ve sklářském obchodním domě v Amsterdamu, kde měla firma (1778–1789 „Gerthner Palme & spol.”,) taktéž obchodní dům. Druhý se nacházel v Haagu. Od roku 1812 společnosti předsedal Johann Josef Hansel jun., po jehož smrti v roce 1834 firma (1790–1835 „Gerthner Hansel & spol.”) činnost ukončila.

### Společníci Hiecke, Rautenstrauch, Zincke
Dne 10. října 1677 se v Chomoutech (Komt) narodil rodičům Rautenstrauchovým (otci Christophovi a matce Dorothee) syn Christian Franz Rautenstrauch, který se oženil se Salome, dcerou Johanna Kaspara Kittel, sklářského řezače z Polevska (Blottendorf). Salome zemřela při porodu a Christian Franz Rautenstrauch se tamtéž podruhé oženil s Apollonií, dcerou Daniela Oppitze. Z manželství pošlo 16 dětí (11 synů a 5 dcer). Společně s Josefem Antonem Hiecke z Polevska (Blottendorf) založil sklářskou obchodní kompanii (Cádiz, Sevilla, Madrid), která po zapojení Johanna Antona Preisslera vystupovala od roku 1750 pod názvem „Hiecke, Rautenstrauch, Preissler & spol.”
Augustin Rautenstrauch sen. se oženil s Marií Hiecke, pocházející z rodiny jednoho ze společníků, podruhé s Theresou Richter. Zemřel v roce 1791. Synové z prvního manželství Josef, Franz, Augustin a z druhého manželství Anton a Alois zemřeli v roce 1800 ve Španělsku na žlutou zimnici. Přeživší syn Wenzel Rautenstrauch spravoval obchody ve Španělsku (Cádiz, Sevilla) a syn Stefan Rautenstrauch v Boru (Haida).
Augustin Rautenstrauch jun. a Johann Anton Hiecke jun. se kvůli neshodám rozešli se společníky Johannem Antonem Preisslerem a Josefem Preisslerem a společně s Johannem Antonem Zincke vedli od roku 1775 firmu pod názvem Hiecke, Rautenstrauch, Zincke & spol. V roce 1784 otevřela společnost pobočku v peruánské Limě, v roce 1787 v Mexiku (vedl J. Christoph Socher, od r. 1830 Emanuel rytíř von Payersfeld) a o obchody v Hamburku se starala firma „J. F. Scheinert & spol.”, v Alicante Josef Calasanz Kreibich. Město Bor se stalo postupně domovským sídlem obchodních společností (kompanií) čile obchodujících se Španělskem, Portugalskem, Holandskem a Amerikou. V roce 1848 ukončila firma Hiecke, Rautenstrauch, Zincke & spol. svoji činnost.

## Místní zajímavosti
Na pomezí Dolního Pihelu a Chomouty stojí u silnice kaple Máří Magdalény z roku 1774, památkáři zapsaná v Bukovanech. Je chráněna od roku 1958 jako kulturní památka České republiky. V osadě je také sousoší Nejsvětější trojice zhruba stejného stáří. Přes osadu vede modře značená turistická trasa pro pěší turisty od Sloupu na severu do České Lípy na jihu.